# Dysschema on
Dysschema on är en fjärilsart som beskrevs av Erich Martin Hering 1928. Dysschema on ingår i släktet Dysschema och familjen björnspinnare. Inga underarter finns listade i Catalogue of Life.